# Thamnophilus nigrocinereus
El batará ceniciento (en Colombia) o choca cenicienta (en Venezuela) (Thamnophilus nigrocinereus), es una especie de ave paseriforme de la familia Thamnophilidae perteneciente al numeroso género Thamnophilus. Es nativo de la región amazónica en América del Sur.

## Distribución y hábitat

### Rango: Amazonas y las cuencas del río Orinoco
El batará ceniciento se encuentra a lo largo del propio río Amazonas y en el sureste de la cuenca amazónica de Brasil, así como en las áreas más orientales de la Guayana Francesa y el en estado de Amapá, en el nordeste brasileño. Su distribución se extiende un poco al suroeste en un cuadrante de unos 1000 a 1400 km; su límite oriental está a 950 km de la desembocadura del río Tocantins. En el oeste bordeando parte del cuadrante suroeste, está limitada por el río Madeira, y continúa aguas arriba hasta el extremo noreste de Bolivia por 75 km en un área alrededor de la confluencia del Madeira con el río Guaporé. Al este alcanza las desembocaduras de los ríos Tapajós, Xingú y el bajo Tocantins, en una extensión de unos 3500 km.
Su distribución se amplía hacia el noroeste desde el río Amazonas, aguas arriba del río Negro, en un corredor fluvial, en el oriente y centro de Colombia y también hacia el sur y centro de Venezuela y hasta la desembocadura del río Orinoco, sin que se aleje de este río ni se encuentre en la región del Caribe.

### Hábitat
La especie es considerada localmente bastante común en sus hábitats naturales: los bosques en galería y bosques riparios, algunas veces en islas ribereñas, bosques caducifolios y bordes de selvas húmedas, debajo de los 400 m de altitud.

## Descripción
Mide 17 cm de longitud. Presenta dimorfismo sexual. El macho tiene la cabeza, la garganta la nuca y la parte superior del dorso con tonos negros y el resto del dorso, la grupa y las partes inferiores grises, las alas son negruzcas con líneas delgadas entramadas blancas. La hembra tiene la cara y el píleo negros; las partes inferiores color castaño rojizo ferruginoso y las alas pardas oscuras sin líneas.

## Estado de conservación
El batará ceniciento ha sido calificado como casi amenazado por la Unión Internacional para la Conservación de la Naturaleza (IUCN), debido a la sospecha de que su población, todavía no cuantificada, irá a decaer entre 25 a 30% a lo largo de tres generaciones (15 años) como resultado de la deforestación y degradación de su hábitat.

## Sistemática

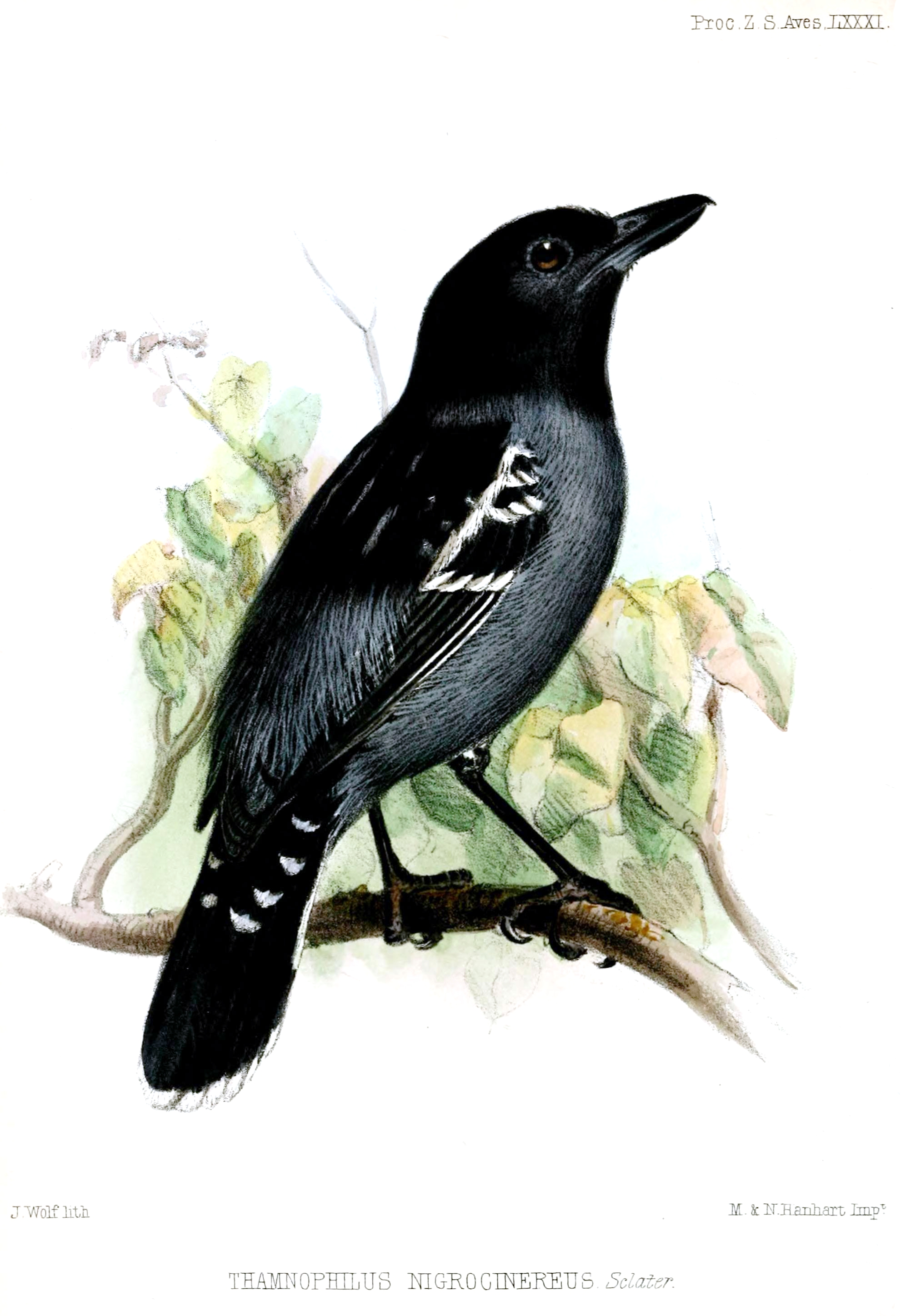
Thamnophilus nigrocinereus, macho, ilustración de Joseph Wolf en Proceedings of the Zoological Society of London, 1855.

### Descripción original
La especie T. nigrocinereus fue descrita originalmente por el zoólogo británico Philip Lutley Sclater en 1855, bajo el mismo nombre científico. La localidad tipo fue «Río Tocantins, Pará, Brasil».

### Etimología
El nombre genérico «Thamnophilus» se compone de las palabras del griego «thamnos» que significa ‘arbusto’ y «philos» que significa ‘amante’; y el nombre de la especie «nigrocinereus», se compone de las palabras del latín «niger» que significa ‘negro’, y «cinereus» que significa ‘de color ceniza’.

### Taxonomía
Está hermanada con Thamnophilus cryptoleucus y antes eran consideradas conespecíficas. Las subespecies se distinguen por el plumaje; más allá, se registran diferencias de llamados entre ellas y posiblemente algunas de las subespecies amazónicas se encuentran sin cruzarse. Son necesarios más estudios.

### Subespecies
Según las clasificaciones del Congreso Ornitológico Internacional (IOC) y Clements Checklist/eBird, se reconocen cinco subespecies, con su correspondiente distribución geográfica:
- Thamnophilus nigrocinereus cinereoniger Pelzeln, 1868 – centro este de Colombia, suroeste de Venezuela y noroeste de la Amazonia brasileña (respectivamente, cuencas de los ríos Meta, alto Orinoco, y bajos Uaupés y Negro).
- Thamnophilus nigrocinereus tschudii Pelzeln, 1868 – centro oeste de Brasil (este de Amazonas a lo largo del bajo río Madeira).
- Thamnophilus nigrocinereus huberi Snethlage, 1907 – centro este de Brasil (oeste de Pará a lo largo del bajo río Tapajós).
- Thamnophilus nigrocinereus nigrocinereus Sclater, 1855 – este de Brasil desde las cercanías de la desembocadura del Tapajós a lo largo del bajo río Amazonas y ríos adyacentes hacia el este hasta Amapá e islas del estuario.
- Thamnophilus nigrocinereus kulczynskii (Domaniewski & Stolzmann, 1922) – este de la Guayana francesa y adyacencias de Brasil (extremo norte de Amapá).